# Замараев, Кирилл Ильич
Кири́лл Ильи́ч Замара́ев (20 мая 1939, Москва — 26 июня 1996, Новосибирск) — российский физхимик, доктор химических наук, академик Академии наук СССР (1987; с 1991 — Российской академии наук).

## Биография
Окончил МФТИ в 1963 году, там же в 1966 году он защитил кандидатскую диссертацию. В 1972 году он стал доктором химических наук, защитив диссертацию «Исследование строения и реакционной способности комплексов переходных металлов при помощи электронного парамагнитного резонанса».
Через 4 года Кирилл Ильич был избран член-корреспондентом Академии наук СССР, и в 1987 году стал академиком Отделения общей и технической химии.
Автор более 250 статей, четырёх книг и 22 авторских свидетельств.
В 1976 году, по приглашению академика Г. К. Борескова, перенес свою профессиональную деятельность в Новосибирск, где работал сначала заместителем директора, а после смерти Г. К. Борескова в 1984 — директором Института катализа СО РАН (до 1995 года).

## Награды и признание
Член Академии наук СССР, иностранный член Индийской национальной академии наук (INSA).
Награждён орденами Трудового Красного Знамени (1986), «Знак Почёта» (1982).
В 1994 году получил международную Премию столетия.
В 1995 году получил Премию имени Карпинского.
В 1994—1995 годах был Президентом Международного союза теоретической и прикладной химии (IUPAC).

## Память

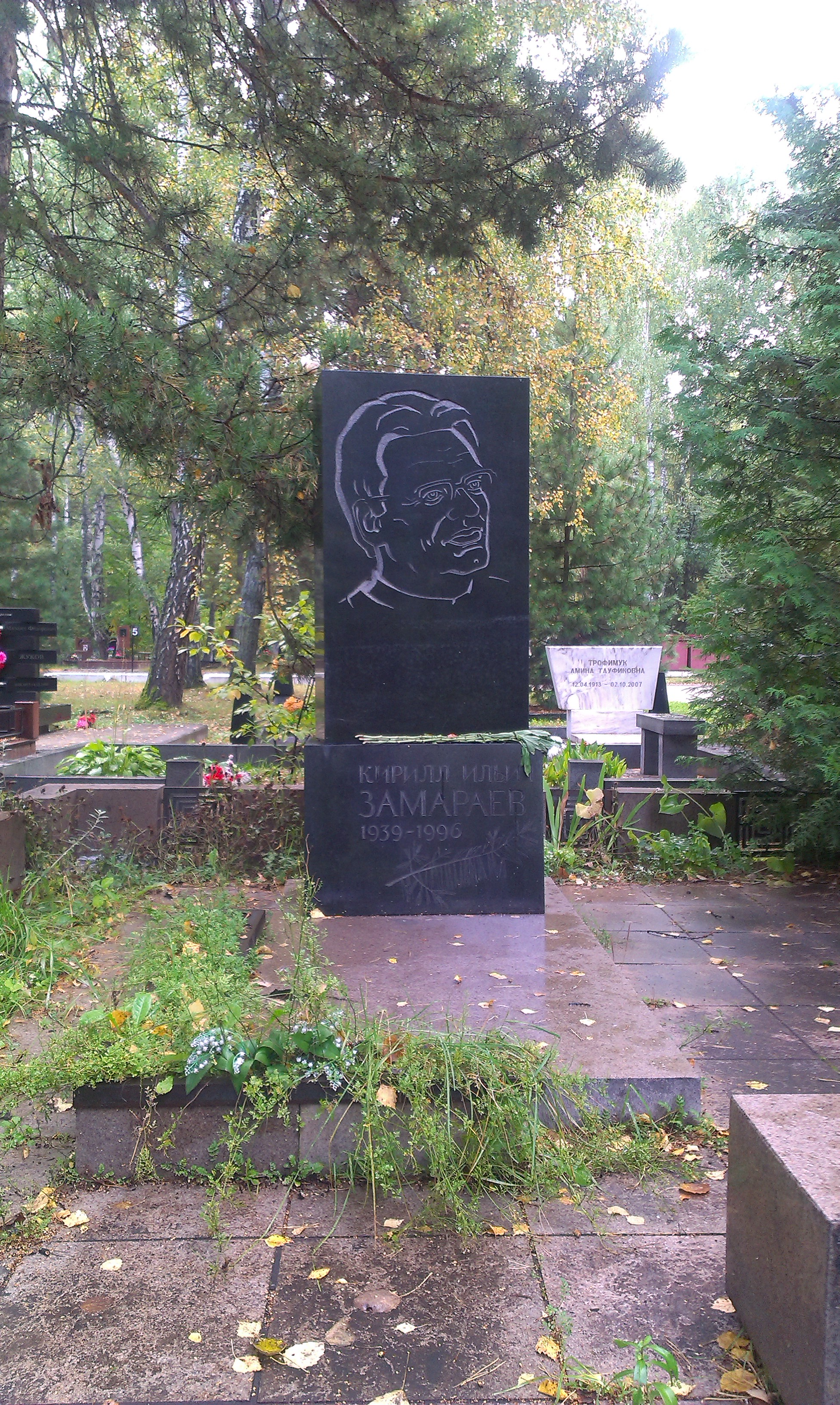
Могила К. И. Замараева на Южном кладбище

Похоронен на Южном кладбище Новосибирска.
В память о Кирилле Ильиче учреждены именные стипендии студентам-каталитикам, обучающимся на Факультете естественных наук НГУ, существует Международный благотворительный научный фонд его имени и премия молодым ученым-химикам, присуждаемая Президиумом СО РАН каждые два года.

Мемориальная доска на здании Института катализа

В конце 1990-х в Институте катализа СО РАН был учреждён Международный научный благотворительный фонд им. К. И. Замараева и оформлена мемориальная экспозиция, посвященная жизни и деятельности академика Кирилла Ильича Замараева.
Также в честь академика названа тропинка в Академгородке «тропинка академика К. И. Замараева»